# Lasioderma
Genre
Lasioderma est un genre d'insectes coléoptères de la famille des Anobiidae.

## Principales espèces

### Espèces rencontrées en Europe
- Lasioderma aterrimum Roubal, 1916
- Lasioderma atrorubrum Toskina, 1999
- Lasioderma atrum Toskina, 1999
  - Lasioderma atrum arnoldi Toskina, 1999
  - Lasioderma atrum atrum Toskina, 1999
- Lasioderma baudii Schilsky, 1899
- Lasioderma bubalus Fairmaire, 1860
  - Lasioderma bubalus bubalus Fairmaire, 1860
  - Lasioderma bubalus phelipaearum Peyerimhoff de Fontenelle, 1926
- Lasioderma corsicum Schilsky, 1899
- Lasioderma desectum (Wollaston, 1861)
- Lasioderma excavatum (Wollaston, 1861)
- Lasioderma flavicollis (Wollaston, 1865)
- Lasioderma fuscum (Rey, 1892)
- Lasioderma haemorrhoidale (Illiger, 1807)
- Lasioderma kiesenwetteri Schilsky, 1899
- Lasioderma laeve, (Illiger, 1807)
- Lasioderma latitans (Wollaston, 1861)
- Lasioderma melanocephalum Schilsky, 1899
- Lasioderma micans (Mannerheim in Hummel, 1829)
- Lasioderma minutum Lindberg, 1950
- Lasioderma mulsanti Schilsky, 1899
- Lasioderma multipunctatum Toskina, 1999
- Lasioderma obscurum (Solsky, 1868)
- Lasioderma punctulatum Reitter, 1884
- Lasioderma redtenbacheri (Bach, 1852)
  - Lasioderma redtenbacheri redtenbacheri (Bach, 1852)
  - Lasioderma redtenbacheri stepposum Toskina, 1999
- Lasioderma semirufulum Reitter, 1897
- Lasioderma serricorne (Fabricius, 1792)
- Lasioderma striola (Rey, 1892)
- Lasioderma thoracicum (Morawitz, 1861)
- Lasioderma torquatum (Chevrolat, 1859)
- Lasioderma triste Roubal, 1919
- Lasioderma turkestanicum Reitter, 1901

### Autres espèces
- Lasioderma falli Pic, 1905
- Lasioderma hemiptychoides Fall, 1905